# 防災業務計画
防災業務計画（ぼうさいぎょうむけいかく）は、災害対策基本法（第36から39条）に規定されている計画で、指定行政機関の長はその所掌事務に関し、指定公共機関はその業務に関し、防災基本計画に基づき、その所掌事務または業務について作成する防災に関する計画をいう。

## 主な内容
計画の主な内容は次の通り。
- 所掌事務・業務に関する計画
- 地域防災計画作成に準じる

各機関の計画・実施に整合性がとれるように、計画・作成にあたっては、一体で、相互に連携して活動ができるように、配慮することとなっている。

## 業務計画を作成する機関
1. 指定行政機関
  - 内閣府設置法に規定する、内閣府、宮内庁その他内閣府に設置される庁、委員会等
2. 指定公共機関
  - 独立行政法人（独立行政法人通則法第2条第1項に規定する独立行政法人をいう。）、日本銀行、日本赤十字社、日本放送協会その他の公共的機関及び電気、ガス、輸送、通信その他の公益的事業を営む法人で、内閣総理大臣が指定するもの

## 構成
災害の種類ごとにそれぞれの機関において、震災や風水害等の対策などで構成されている。
それぞれの災害について、災害対策の時間的順序に沿って、災害予防、災害応急対策、災害復旧・復興について記述されている。